# Komisija za odprave v tuja gorstva
Komisija za odprave v tuja gorstva (KOTG) je strokovni organ Planinske zveze Slovenije, ki skrbi za organizacijo alpinističnih odprav v tuja gorstva.

## Obdobje 1963-1973
Leta 1963 z ustanovitvijo Komisije za odprave v tuja gorstva (KOTG) Planinska zveza Slovenije pripravila okvir in pot k ciljem, vrednih alpskega naroda. Ta cilj je bilo predvsem osvajanje Himalaje, ki poleg plezalnih veščin terjala organizacijo, logistiko in vrsto drugih dejavnosti, ki so bile v tistih časih pomembne za uspeh odprave.
Za začetek sta bili organizirani odpravi v Kavkaz leta 1963 in 1964. Leta 1965 je naslednja odprava odšla na Kangbačen, sedemtisočak v nepalski Himalaji. Peta in šesta odprava sta se uspešno lotili velike stene osemtisočaka Makaluja. 

## Obdobje 1973-1983
Vzpon po južni steni Makaluja leta 1975 je bil šele tretji prvenstveni vzpon v veliki steni na himalajski osemtisočak v zgodovini, kar je Slovence uvrstilo v najvišji vrh svetovnega alpinizma. Po prvenstvenih smereh so sledila osvajanja Gašerbruma leta 1977 in Everesta 1979 po zahodnem grebenu, kar je predstavljalo tehnično in logistično težjo smer. Še v istem desetletju sta sledili veliki steni Lotseja (1981) in Daulagirija (1981), slednja v alpskem slogu, in poskus še na dveh drugih osemtisočakih. Zanimanje za odprave je bilo čutiti v vsej Jugoslaviji, katere sestavni del smo bili tudi Slovenci. Odprave pa so organizirala tudi društva s podporo države in republike: v Himalajo (Gaurišankar, Gangapurna), v Hindukuš in v Ande. V tem desetletju sta na odpravah izgubila življenje dva alpinista.

## Obdobje 1983-1993
V tem desetletju je bilo največ vzponov na osem in sedemtisočake in največ prvenstvenih smeri. Odprave so se iz klasičnih oblik preoblikovale v bolj sodobne, skladno s tehničnim napredkom alpinistov, spremembo orodij in prehrane ter hitrejšemu transportu. Pogost je postal alpski način in solo vzponi. Himalaji sta se pridružila še Karakorum in Tibet. Manaslu, Šiša Pagma 1989, Kangčendzenga 1991, K2, Nuptse, so samo nekateri osvojeni vrhovi.
Odprave so bile tudi nacionalno mešane; ob Slovencih, Hrvatih in Makedoncih so bili Italijani, Američani, Poljaki, Britanci, Švedi in Mehičani. Uspešnih odprav na osemtisočake je bilo 18, z osmimi prvenstvenimi smermi. V Himalaji je v tem obdobju izgubilo življenje pet naših alpinistov. Financiranje odprav so večinoma omogočila podjetja in banke, alpinisti sami in njihove organizacije.

## Obdobje 1993-2003
V tem desetletju je bilo organiziranih enajst uspešnih odprav na osemtisočake, prvenstvena smer je bila ena sama, a ta medijsko najbolj odmevna: solistična v Daulagiriju, že druga naša v južni steni. Za to obdobje so pomembni tudi trije prvi smučarski spusti: z Gašerbruma po Japonskem ozebniku, z Anapurne in Everesta pa prvič od vrha vse do baze. Z Anapurno leta 1995 je bilo uspešno končano osvajanje vseh 14 osemtisočakov. Api-Nampa-Bohaje 1996, Gjačung Kang 1999, Kumbakarna, Lhotse, Ama Dablam, Gašerbrum 4 so bili osvojeni kot solistični vzponi, pomembni pa še Trango, Bagirati, Čomolhari, itd.
V tem obdobju je narastlo število manjših odprav in odličnih vzponov na alpski način, tudi solističnih. Vse več je bilo mešanih odprav: iz BiH in Hrvaške, alpinisti iz Avstrije, ZDA, Mehike, Nemčije, Nizozemske, Francije, Madžarske, Rusije, Italije, Britanije, Kanade, Poljske in Kazahstana.
Poleg PZS so vedno več odprav organizirala društva, posamezniki in pokrovitelji. V tem obdobju je v Himalaji za vedno ostalo sedem naših alpinistov.

## Obdobje 2003-2013
V zadnjem desetletju je bila Komisija za odprave v tuja gorstva pri PZS bolj podpornik in organizacijski pomočnik odpravam in navezam. Število akcij se je močno povečalo. Uspešnih je bilo 14, le dve pa s prvenstvenima smerema: Čo Oju in Anapurna. Izrazit je bil porast kakovosti vzponov na šesttisočake, kjer so alpinisti izpeljali nekaj izjemnih novih smeri v skali in ledu. Žrtev je bilo v tem obdobju pet, med njimi štirje izkušeni himalajci. Sodelovanje s tujimi alpinisti, naših pri njih in obratno, je že skoraj pravilo.

## Vodstvo Komisije
V vsem obdobju obstoja Komisije za odprave v tuja gorstva so jo vodili: 
- Pavle Šegula (1963-1975),
- Aleš Kunaver (1975-1979) in
- Tone Škarja (1979-2013).

## Pomoč Nepalski planinski organizaciji
Ob osnovni dejavnosti je KOTG skrbela za nemoteno in neprekinjeno sodelovanje z Nepalom pri izobraževanju njihovih vodniških kadrov vse od leta 1979 naprej. Z delom je začel Kunaver, nadaljevala pa sta ga Peter Markič in Bojan Pollak. Cilj je bil naučiti čim več Nepalcev za vodenje v domačih gorah. V šoli so slovenski alpinistični inštruktorji, gorski vodniki in zdravniki izobraževali domačine.
Poleti leta 2013, to je po 34 letih, se je slovensko poslanstvo končalo, saj so Nepalci tako zelo napredovali, da lahko z domačimi inštruktorji pripravijo in vodijo ustrezni tečaj osnovnih planinskih veščin.

## Nagrade
Komisija za alpinizem pri PZS je 26. februarja 2014 prvič podelila tudi Nagrado za življenjsko delo na področju alpinizma. Nagrado je prejel Tone Škarja.